# Дом учёных (Краснодар)
Дом учёных и инженеров — культурный центр в городе Краснодар, государственная городская общественная организация (ОО).

## История
Дом учёных в своём старинном здании существует с 1924 года, он — один из старейших в стране, возник чуть позже московского, ленинградского, казанского и одесского Домов учёных. Его стены хранят богатую историю музыкальной жизни Краснодара. Именно здесь зародилась опера на Кубани.
До войны интеллигенция Краснодара, обладающая музыкальными, литературными способностями, любила собираться на мероприятиях вокальной студии при этом Доме. Здесь звучал симфонический оркестр, впервые ставились отрывки из опер, шли литературно-музыкальные постановки. Война на некоторое время прервала жизнь студии, но после её окончания культурная жизнь и традиции Дома учёных возродились и продолжаются по сей день.

## Культурно-просветительская работа
Концертные программы, посвященные Дню победы. Ведущей практически всех мероприятий является Светлана Афанасьевна Медведева — известный Российский поэт (родная тётя Д. А. Медведева).
Ежегодный фестиваль «Пою тебя, моя Кубань».
«Здравствуй, столица Кубани!» — концерт бардовской песни, посвящённый Дню города Краснодара.
«Комсомольцы Кубани» — встреча в молодёжном клубе со старейшими комсомольцами Кубани.
Работает секция краеведения, председатель секции — Нина Коновалова.
Отметила полувековой юбилей вокальная студия (существует с 1960 года) Первыми её руководителями были известные люди Кубани — Е. П. Заболотняя, заведующая вокальным отделением Краснодарского музыкального училища им. Н. А. Римского-Корсакова и опытный педагог музыки, концертмейстер М. А. Кривомазова. Создан хор «Кубаночка».
При Доме работает молодёжный клуб ЕАР г. Краснодара.
Работают образовательные курсы:
— изучения английского языка,
— курсы актёрского мастерства Творческого объединения «Артсцена».
Проходят также общественно-политические мероприятия и мероприятия центра парапсихологии.